# مونا میتروالتر
مونا میتروالتر (آلمانی: Mona Mitterwallner؛ زادهٔ ۹ ژانویهٔ ۲۰۰۲ ‏(۲۳ سال)) دوچرخه‌سوار زن اهل اتریش است.
وی در مسابقات کشوری و بین‌المللی در مجموع برندهٔ ۲ مدال طلا شده‌است.